# جاده افتخار
جاده افتخار (به انگلیسی: Glory Road) یک فیلم درام و ورزشی آمریکایی محصول سال ۲۰۰۶ به کارگردانی جیمز گارتنر با بازی جاش لوکاس، درک لوک و جان ویت است که بر اساس داستانی واقعی پیرامون وقایع منجر به مسابقات قهرمانی بسکتبال، دانشگاه تگزاس در ال پاسو از اتحادیه ملی ورزش دانشگاهی در سال ۱۹۶۶ ساخته شده‌است. این فیلم به بررسی نژادپرستی، تبعیض، و ورزش دانش آموزی می‌پردازد.
در میان منتقدان جریان اصلی در ایالات متحده، این فیلم نقدهای متفاوتی دریافت کرد. از ژوئن ۲۰۲۰، این فیلم بر اساس ۱۵۲ نقد، با میانگین امتیاز ۵٫۹ از ۱۰ در سایت راتن تومیتوز دارای ۵۵ درصد محبوبیت است.

## داستان
در سال ۱۹۶۵ دان هاسکینز به دنبال بهترین استعدادهای ورزش بسکتبال بود. او تیمی افسانه‌ای را تشکیل داد. اما مردم شروع به تمسخر آنها کردند. به همین دلیل او و تیمش تصمیم گرفتند تا جام قهرمانی را تصاحب کنند و…